# Karl Friedrich Bauer (Mediziner)
Karl Friedrich Bauer (* 21. Juni 1904 in Mylau; † 21. Mai 1985) war ein deutscher Anatom und Hochschullehrer.

## Leben
Bauer stammte aus dem sächsischen Vogtland und war der Sohn eines Oberlehrers. Er studierte Medizin an den Universitäten Leipzig und Würzburg und promovierte zum Dr. med. Nach seiner Habilitation wurde er 1936 Privatdozent an der Universität zu Berlin. 1937 ging er nach New York, wo er als Gast am Rockefeller Institut für Medizin tätig wurde. 1938 kehrte er zurück und war zunächst Dozent an der Universität München, wo er 1942 zum außerplanmäßigen Professor ernannt wurde. Nachdem er 1947 nach Erlangen gegangen war, wurde er an der dortigen Universität zum ordentlichen-öffentlichen Professor für Anatomie ernannt. Gleichzeitig war er Vorstand des Anatomischen Instituts an der Erlanger Friedrich-Alexander-Universität. 1974 wurde er emeritiert.

## Schriften (Auswahl)
- Organisation des Nervengewebes und Neurencytiumtheorie. München, Berlin 1953.
- Methodik der Gewebezüchtung- Hirzel, Stuttgart 1954.
- Methodik der Zell- und Gewebezüchtung. Hirzel, Stuttgart 1974.